# Freedom House
A Freedom House amerikai központú nonprofit civil szervezet, amely a demokrácia, a politikai és emberi szabadságjogok helyzetének kutatásával foglalkozik. Az Egyesült Államok kormánya alapította 1941 októberében.  Első tiszteletbeli elnökei Wendell Wilkie és Eleanor Roosevelt voltak.
2006-ban a szervezetet 66%-ban az Egyesült Államok kormányának támogatásai finanszírozták, 2016-ban pedig már 86%-ban.
Magát a "a világban a demokrácia és a szabadság hangjaként" jellemzi.
Azt írja magáról a Freedom House, hogy "hevesen ellenezte a közép-amerikai és chilei diktatúrákat, a dél-afrikai apartheid-et, a prágai tavasz elnyomását, Afganisztán szovjet megszállását, a boszniai és a ruandai népirtásokat, valamint az emberi jogok brutális megsértését Kubában, Burmában, Kínában és Irakban. Támogatta a demokrata aktivisták, vallási hívők, szakszervezeti aktivisták, újságírók és a szabadpiac híveinek a jogait.".
Az 1940-es években támogatta a Marshall-tervet és a NATO megalakítását. Az 1950-es és 1960-as években az amerikai polgárjogi mozgalmat támogatta. Az 1980-as években a lengyelországi Szolidaritás mozgalmat és a Fülöp-szigetek demokratikus ellenzékét.